# Парагвай на Универсиадах
Парагвай принимает участие в Универсиадах начиная с летней Универсиады 1983 года в Эдмонтоне. На зимних Универсиадах спортивная делегация Парагвая участвует начиная с Универсиады 2017 года в Алматы.
На настоящее время (после летней Универсиады 2021 и зимней Универсиады 2023) спортсмены Парагвая на всех Универсиадах медалей не завоевали.